# 关海祥
关海祥（1969年—），吉林洮南人，原重庆市政府官员，现工作在华夏保险。

## 生平
1994年，毕业于吉林大学考古学，此后进入共青团中央组织部干部一处任职，1999年，升任共青团中央组织部组织处处长。2003年，改任共青团中央组织部副部长。2007年，改任共青团中央青工部部长。2008年，任共青团中央城市青年工作部部长。次年，改任中共重庆市江津区委副书记兼代理区长。2011年，任中共重庆市江津区委书记。2012年2月，接替王立军，担任重庆市公安局党委书记。2012年3月，出任重庆市委统战部常务副部长，成为重庆设立直辖市以来任期最短的公安局党委书记。2017年1月至2018年年5月，担任华夏人寿保险股份有限公司党委常务副书记（其间：2017年6月，兼任华夏人寿保险股份有限公司纪委书记；2018年1月，兼任华夏人寿保险股份有限公司养老保险公司筹备工作领导小组副组长。2018年5月至2019年8月，关海祥担任华夏人寿保险股份有限公司党委常务副书记、高级副总裁（其间：2018年6月，兼任华夏人寿保险股份有限公司首席风险官）。2019年8月起，华夏人寿保险股份有限公司党委常务副书记、高级副总裁，兼战略资源事业部/健康保险事业部总经理。